# 2010年亚洲残疾人运动会坐式排球比赛
2010年亚洲残疾人运动会坐式排球比赛于12月13日—12月18日在广外体育馆举办。

## 獎牌統計
| 排名 | 国家／地区    | 金牌 | 银牌 | 铜牌 | 總數 |
| ---- | ------------- | ---- | ---- | ---- | ---- |
| 1    | 中国（CHN）   | 1    | 1    | 0    | 2    |
| 2    | 伊朗（IRI）   | 1    | 0    | 1    | 2    |
| 3    | 日本（JPN）   | 0    | 1    | 0    | 1    |
| 4    | 伊拉克（IRQ） | 0    | 0    | 1    | 1    |
| 總計 | 總計          | 2    | 2    | 2    | 6    |

## 各項成績
| 項目   | 金牌 | 银牌 | 铜牌 |
| 男子组 | 伊朗（IRI） · 拉米赞·萨利希-哈吉科拉伊 · 穆罕默德·礼萨·拉希米 · 阿拉什·胡尔马利 · 达乌德·阿里普里安 · 哈迪·萨杰迪尼亚 · 纳赛尔·哈桑普尔·阿林纳 · 马吉德·拉什加里-萨纳米 · 贾利勒·艾梅里 · 艾哈迈德·艾里 · 伊萨·齐拉希 · 阿卜杜勒-法兹勒·穆哈拉姆·哈尼 · 梅萨姆·阿里·普尔·卡米 | 中国（CHN） · 仝徼 · 邱林 · 金恒 · 高辉 · 梁宝林 · 王晓亮 · 周灿明 · 王海东 · 赵培文 · 张忠民 · 李雷 · 丁晓潮                              | 伊拉克（IRQ） · 阿巴斯·古赖巴维 · 穆尔塔达·哈迪 · 马吉德·马吉德 · 马吉德·卡比 · 艾哈迈德·苏瓦尼 · 迈赫迪·哈云 · 纳赛尔·艾比 · 艾哈迈德·达哈什 · 侯赛因·乌格比 · 穆艾亚德·哈塔卜 · 萨拉赫·沙马里 · 哈迪·朱布里                                                      |
| 女子组 | 中国（CHN） · 唐雪梅 · 吕红琴 · 张海燕 · 邱俊飞 · 苏立梅 · 郑雄鹰 · 高雯文 · 李丽平 · 章旭飞 · 杨艳玲 · 张丽君 · 盛玉红 | 日本（JPN） · 长田麻美子 · 栗野幸智惠 · 冈平由嘉里 · 藤井顺子 · 斋藤洋子 · 大村心绪 · 西家道代 · 金田典子 · 菊池智子 · 小畠君子 · 坂本青美 | 伊朗（IRI） · 玛苏米·扎雷·巴鲁提 · 扎伊娜卜·马利基·迪齐谢赫 · 阿扎姆·阿穆伊 · 扎赫拉·德尔霍什 · 扎赫拉·戈勒 · 莎菲耶·阿里-古尔希 · 纳斯琳·法尔哈迪 · 萨金娜·凯什瓦里 · 埃什拉特·库尔德斯塔尼 · 塔伊芭·加法里·瓦尔丹贾尼 · 迈赫丽·法拉希·达里亚凯纳 · 扎赫拉·阿卜迪 |